# Plecia vittata
Plecia vittata är en tvåvingeart som beskrevs av Christian Rudolph Wilhelm Wiedemann 1828. Plecia vittata ingår i släktet Plecia och familjen hårmyggor. Inga underarter finns listade i Catalogue of Life.